# 資本主義黑皮書
《資本主義黑皮書》（法語：Le Livre Noir du Capitalisme），是针对1997年出版的《共產主義黑皮書》的作品。1998年出版，由包括歷史學家、社會學家、經濟學家、工會人士、作家等多人合撰。這本書主要講述資本主義的罪行，每部份由一名作者編寫。